# Artibeus planirostris
Artibeus planirostris är en däggdjursart som först beskrevs av Johann Baptist von Spix 1823.  Artibeus planirostris ingår i släktet Artibeus och familjen bladnäsor. IUCN kategoriserar arten globalt som livskraftig.
Inga underarter finns listade i Catalogue of Life. Wilson & Reeder (2005) listar djuret bara som underart till Artibeus jamaicensis.
Artepitet planirostris i det vetenskapliga namnet är latin och betyder avplattad nos.

## Utseende
Arten blir 75 till 110 mm lång och saknar synlig svans. Den har 62 till 73 mm långa underarmar, 12 till 25 mm långa bakfötter, 15 till 26 mm långa öron och en vikt av 40 till 69 g. Liksom hos andra släktmedlemmar förekommer en hästskoformig hudflik på näsan med ett utskott på toppen som liknar en lans. Den mjuka pälsen på ovansidan bildas av 6 till 8 mm långa hår som vanligen är brun till gråbrun. Glest fördelad finns ljusgråa eller vita hår inblandade. Allmänt har ungdjur en ljusare päls än könsmogna exemplar. Hos Artibeus planirostris förekommer en mörkbrun till svartbrun flygmembran och den del av flygmembranen som ligger mellan bakbenen är naken. Två ljusa strimmor i ansiktet, som är typiska för flera andra släktmedlemmar, finns även hos Artibeus planirostris men de är hos flera individer otydliga.

## Utbredning
Denna fladdermus förekommer i Sydamerika. Utbredningsområdet ligger öster om Anderna och sträcker sig från Guyana, centrala Venezuela och centrala Colombia till södra Brasilien. Paraguay och norra Argentina. Arten saknas i centrala Brasilien. Artibeus planirostris vistas främst i regioner med fruktodlingar och den äter även frukter. I Anderna i Peru och Bolivia når denna bladnäsa ibland 2000 meter över havet.

## Ekologi
Individerna vilar främst i träd och ibland under byggnadernas tak. Honor kan troligen vara brunstiga under olika årstider. I norra Argentina sker antagligen ingen fortplantning under kalla månader (maj, juni på södra jordklotet). Honor från Peru var dräktiga med en unge. Dräktigheten varar uppskattningsvis 3,5 månader eller lite längre.